# Sainte-Cécile (revue)
Pour les articles homonymes, voir Sainte-Cécile.
 (août 2022).
Si vous disposez d'ouvrages ou d'articles de référence ou si vous connaissez des sites web de qualité traitant du thème abordé ici, merci de compléter l'article en donnant les références utiles à sa vérifiabilité et en les liant à la section « Notes et références ».
Sainte-Cécile est une revue mensuelle parisienne qui a été fondée en 1909 et qui s'est achevée en 1938.

## Historique
Elle possède une ligne éditoriale dans la continuité du motu proprio du pape Pie X.
Elle publie notamment une œuvre de la compositrice Mel Bonis dans son supplément.